# Tradewinds (Teksas)
Tradewinds je naseljeno mjesto za statističke potrebe u američkoj saveznoj državi Teksas. Prema popisu stanovništva iz 2010. u njemu je živjelo 180 stanovnika.